# Maciej Urbanowski
Maciej Jan Urbanowski (ur. 24 lutego 1965 w Krakowie) – historyk literatury polskiej, krytyk literacki, edytor, profesor nauk humanistycznych, nauczyciel akademicki Uniwersytetu Jagiellońskiego.

## Życiorys
Jest absolwentem II Liceum Ogólnokształcącego im. Króla Jana III Sobieskiego w Krakowie. W 1989 ukończył studia polonistyczne na Uniwersytecie Jagiellońskim. W 1994 na podstawie rozprawy pt. Nacjonalistyczna krytyka literacka. Próba rekonstrukcji i opisu nurtu lat trzydziestych otrzymał na Wydziale Filologicznym UJ stopień naukowy doktora nauk humanistycznych w dyscyplinie literaturoznawstwo w specjalności literaturoznawstwo. Tam też uzyskał w 2004 stopień naukowy doktora habilitowanego nauk humanistycznych w dyscyplinie literaturoznawstwo. W 2018 prezydent Andrzej Duda nadał mu tytuł profesora nauk humanistycznych.
W latach 1993–1999 był asystentem w Katedrze Historii Literatury XX Wieku, od 1999 pracował w Zakładzie Krytyki Współczesnej w Instytucie Polonistyki UJ, po jego przekształceniu w 2005 został pracownikiem Katedry Krytyki Współczesnej na Wydziale Polonistyki UJ. W latach 2008–2020 był kierownikiem tej Katedry.
W latach 1993–1994 był członkiem redakcji pisma Arka, w latach 1994–1995 pisma Czas Krakowski. Był współzałożycielem (1995) i w latach 1998–2012 zastępcą redaktora naczelnego dwumiesięcznika Arcana.
Opublikował książki:
- Nacjonalistyczna krytyka literacka. Próba opisu i rekonstrukcji nurtu w II RP (1997)
- Oczyszczenie. Szkice o literaturze polskiej XX wieku (2002; wyróżnienie w konkursie o Nagrodę Literacką im. Józefa Mackiewicza 2003)
- Człowiek z głębszego podziemia. Życie i twórczość Jana Emila Skiwskiego (2003, nominacja do Nagrody Literackiej im. Józefa Mackiewicza 2004)
- Dezerterzy i żołnierze. Szkice o literaturze polskiej 1991-2006 (2007), (Nagroda im. Andrzeja Kijowskiego 2008)
- Prawą stroną literatury polskiej. Szkice i portrety (2007, 2 wyd. poszerzone 2015)
- Szczęście pod wulkanem. O Andrzeju Bobkowskim (2013)
- Od Brzozowskiego do Herberta. Studia o ideach literatury polskiej XX wieku (2013)
- Romans z Polską. O literaturze współczesnej (2014)
- Brzozowski. Nowoczesność (2017)
- Paralele, korespondencje, dedykacje w literaturze polskiej XX i XXI wieku (2020).
- Rok 1920 w literaturze polskiej. Zarys monograficzny (2020).
- Wojna, śmiech, polityka... Wędrówki po tematach polskiej literatury nowoczesnej (2023, nominacja do Nagrody Literackiej Związku Pisarzy Polskich na Obczyźnie 2024[3])
- Poezja pokolenia wojennego. Esej monograficzny (2025)

Przygotował do druku antologie Europejskie wizje polskich pisarzy w XX wieku (2011) oraz Jest Bóg, żyje prawda. Inna twarz Stanisława Brzozowskiego (2012), wybory pism m.in. K. Wyki, St. Piaseckiego, J. E. Skiwskiego, F. Goetla, S. Pieńkowskiego, J. Brauna, A. Trzebińskiego, K. L. Konińskiego, J. Andrzejewskiego, A. Jesionowskiego, J. Trznadla, zbiór korespondencji A. Bobkowskiego do J. Turowicza (2013), Listy 1946-1962 J. Giedroycia i Cz. Straszewicza (2018), a także krytyczne wydania powieści S. Brzozowskiego, F. Czarnyszewicza i M. K. Pawlikowskiego oraz prozy Cz. Straszewicza. Współredaguje wraz z B. Gautier serię „Francuski łącznik”, w której ukazały się tomy zbiorowe o K. Pruszyńskim i Z. Herbercie. Redagował liczącą 10 tomów serię "Pism zebranych" Stanisława Rembeka.
Publikował m.in. w „Arce”, „Dekadzie Literackiej”, „Dzienniku”,  „Europie”, „Frondzie”, „Naszym Dzienniku”, "Nowych Książkach", „Pamiętniku Literackim”, „Rzeczpospolitej”, „Ruchu Literackim”, „Tekstach Drugich”, „Wprost”, "Twórczości", „Zeszytach Karmelitańskich”, „44/Czterdzieści i Cztery”.
Był scenarzystą filmów dokumentalnych o F. Goetlu, S. Piaseckim oraz o „Sztuce i Narodzie”, a także konsultantem cyklu „Errata do biografii”.
Był członkiem jury Nagrody Literackiej i Historycznej Identitas W 2017-2023 był przewodniczącym jury Nagrody Literackiej im. Józefa Mackiewicza. W 2017–2018 wszedł w skład jury Nagrody Literackiej Europy Środkowej „Angelus”. Został przewodniczącym jury Nagrody Literackiej im. Marka Nowakowskiego. W latach 2018–2024 był członkiem Rady Programowej Instytutu Książki.

## Odznaczenia i nagrody
- Srebrny Krzyż Zasługi (2005)[1] (M.P. z 2005, nr 75, poz. 1046)
- Medal Komisji Edukacji Narodowej (2016)[17]
- Krzyż Oficerski Orderu Odrodzenia Polski (2016)[18].
- Medal Stulecia Odzyskanej Niepodległości (2023)[19]